# Бульверія товстодзьоба
Бульве́рія товстодзьоба (Bulweria fallax) — вид буревісникоподібних птахів родини буревісникових (Procellariidae). Цей малодосліджений вид мешкає в Індійському океані.

## Опис
Тонкодзьоба бульверія — морський птах середнього розміру, середня довжина якого становить 30-32 см, розмах крил 76-83 см, вага 150-180 г. Забарвлення повністю темне, чорнувато-буре, першорядні і другорядні верхні покривні пера крил світлі, формують зверху на крилах характерні чіткі світлі смуги. Райдужки темні, дзьоб і лапи чорні. Загалом, товстодзьобі бульверії є схожими на тонкодзьобих бульверій, однак мають дещо більш розміри і більш міцний дзьоб.

## Поширення і екологія
Тонкодзьобі бульверії мешкають у північно-західній частині Індійського океану, є одними з найбільш поширених пелагічних морських птахів Аравійського моря та Аденської і Оманської заток. Вони гніздяться на архіпелазі Сокотра, а також, ймовірно, в Омані — або в горах на Аравійському півострові, або на прибережних островах, таких як Курія-Мурія. Бродячі птахи спостерігалися в Західній Австралії. Тонкодзьобі бульверії ведуть пелагічний спосіб життя, рідко наближуються до суходолу, за винятком гніздування. Живляться кальмарами, невеликими рибами, ракоподібними і планктоном, зокрема ікрою риб, реброплавами і багатощетинковими червами.

## Збереження
МСОП класифікує стан збереження цього виду як близький до загрозливого. За оцінками дослідників, популяція товстодзьобих бульверій становить від 2500 до 10000 птахів.